# Chairat Phounghom
Chairat Phounghom (thailändisch ชัยรัตน์ พวงหอม, * 4. Mai 1986) ist ein thailändischer Fußballspieler.

## Karriere
Chairat Phounghom steht seit mindestens Mitte 2019 beim Ranong United FC unter Vertrag. Der Verein aus Ranong spielte in der dritten Liga, der Thai League 3, in der Lower Region. Ende der Saison 2019 stieg der Verein als Vizemeister in die Thai League 2 auf. 2019 absolvierte er zwölf Drittligaspiele und schoss dabei ein Tor. Sein Zweitligadebüt für Ranong feierte er am 16. September 2020 im Spiel gegen den Khon Kaen FC. Hier wurde er in der 80. Minute für Badar Ali Rashid Ali Al Alawi eingewechselt. Nach der Saison 2021/22 wurde sein Vertrag nicht verlängert.

## Erfolge
Ranong United
- Thai League 3 – Lower: 2019 (Vizemeister)  ▲